# James Mackay, barone Mackay di Clashfern
James Peter Hymers Mackay, barone Mackay di Clashfern (Edimburgo, 2 luglio 1927), è un avvocato e politico scozzese.

## Biografia

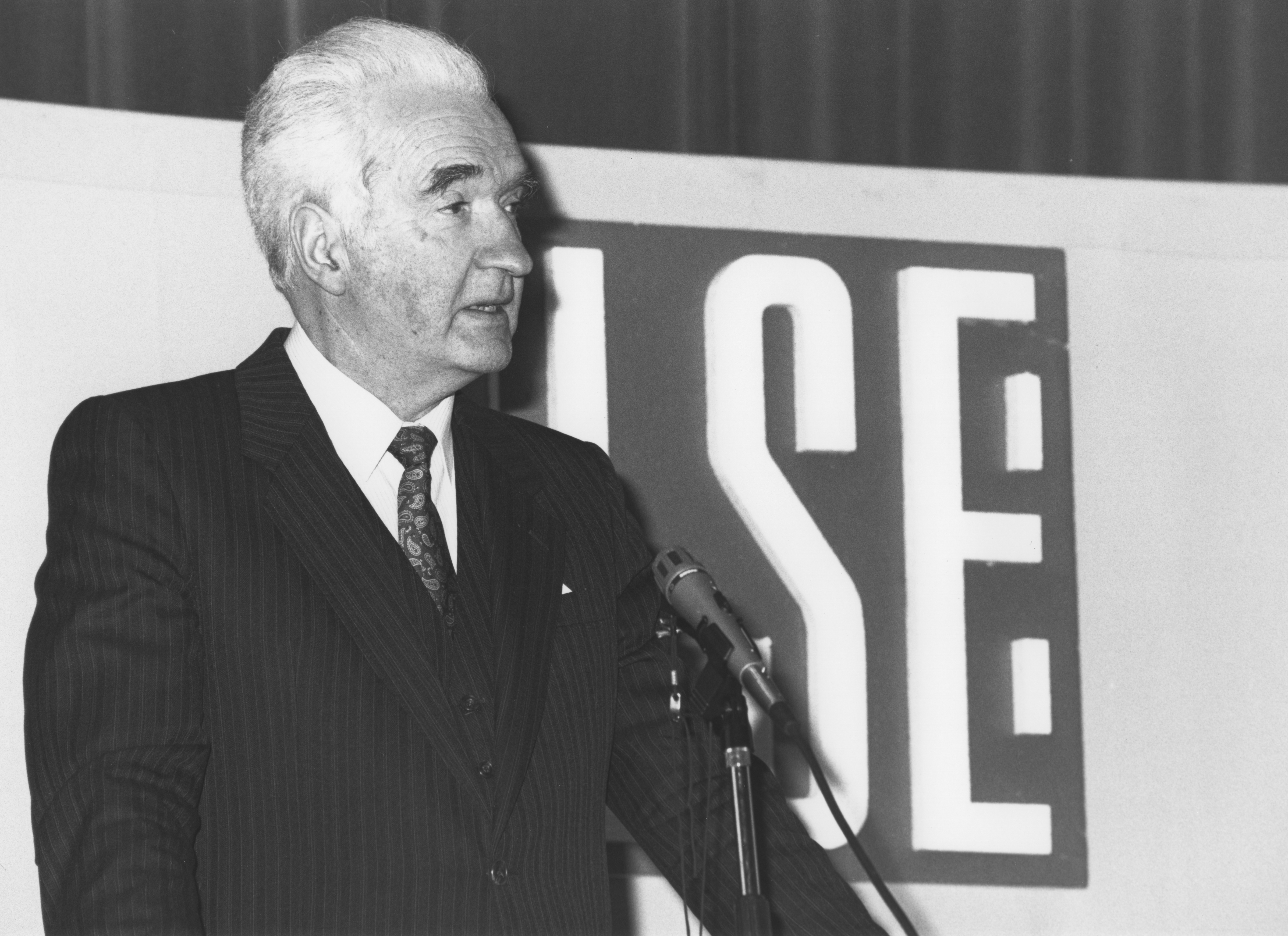
Mackay tiene una conferenza pubblica alla London School of Economics and Political Science nel 1989.

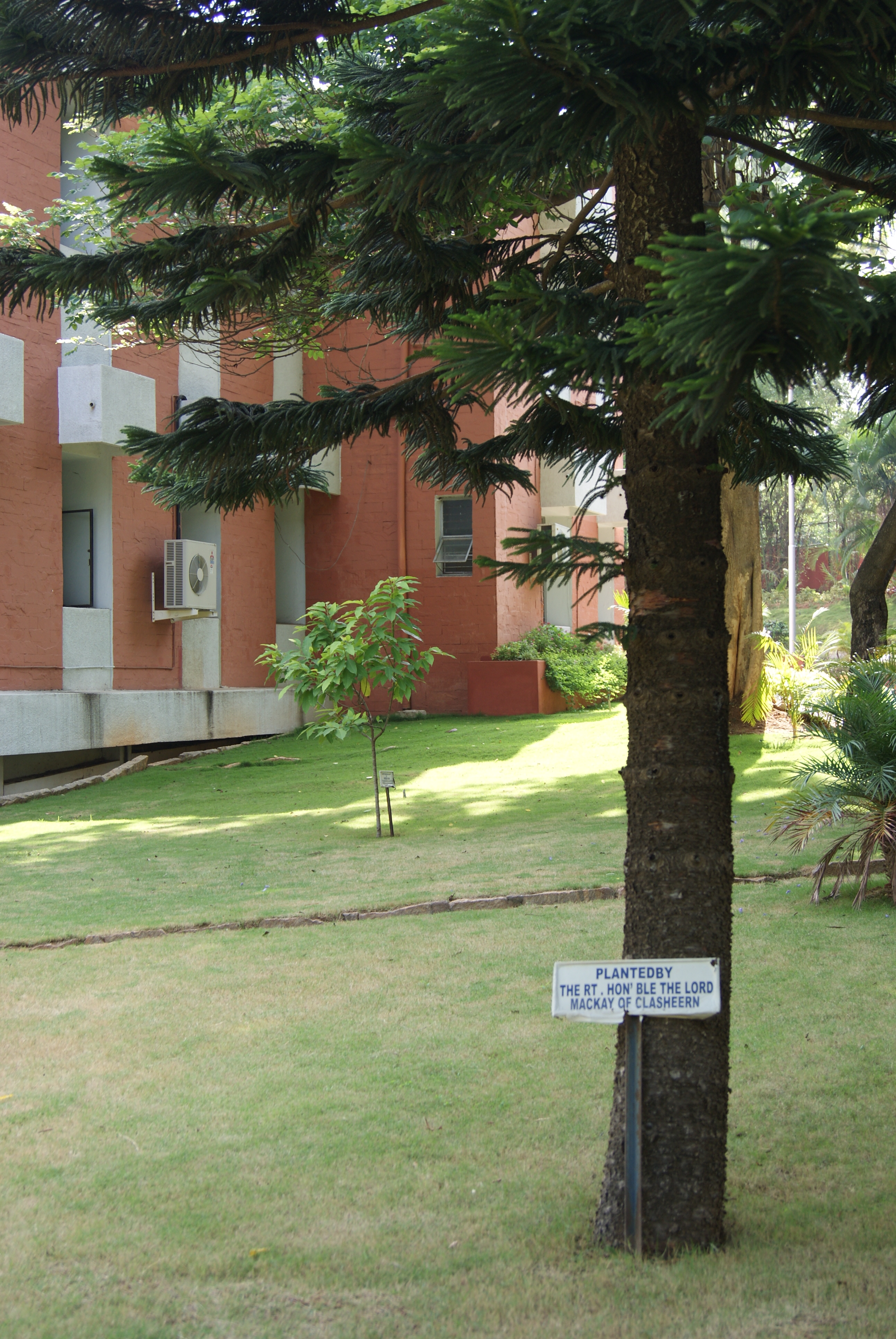
Un albero piantato dal lord Mackay alla National Law School of India University di Bangalore.

James Mackay è nato a Edimburgo il 2 luglio 1927 ed è il figlio di James Mackay, un guardalinee ferroviario originario di Claisfearn, vicino a Tarbet nel Sutherland (Scozia), e di sua moglie Janet Hymers.
Ha ricevuto una borsa di studio per frequentare la George Heriot's School di Edimburgo e poi ha studiato matematica e fisica all'Università di Edimburgo, ricevendo un Master of Arts congiunto nel 1948. Ha quindi insegnato matematica per due anni all'Università di St. Andrews. Ha quindi vinto una borsa di studio ed ha ripreso gli studi di matematica al Trinity College dell'Università di Cambridge. Nel 1952 ha conseguito un Bachelor of Arts. In seguito ha studiato giurisprudenza all'Università di Edimburgo. Nel 1955 ha conseguito un Bachelor of Laws.
Nel 1955 è stato ammesso nella Facoltà degli avvocati. Nel 1965 è entrato nel Queen's Counsel. Dal 1972 al 1974 è stato sceriffo principale per Renfrew e Argyll. Nel 1973 è diventato vice-decano e nel 1979 decano della Facoltà degli avvocati.
Nel 1979 è stato nominato lord avvocato, il capo dell'ufficio legale del governo di Scozia, e creato pari di vita con il titolo di barone Mackay di Clashfern, di Eddrachillis nel distretto di Sutherland, prendendo la sua designazione territoriale dalla casa natale di suo padre, un cottage accanto a Loch na Claise Fearna. In seguito è stato lord of appeal in ordinary dal 1985 al 1987, lord cancelliere dal 1987 al 1997 e lord cancelliere del governo ombra nel 1997. Dopo il suo ritiro è stato commissario dell'Università di Cambridge fino al 2016. È redattore capo di Halsbury's Laws of England, un'enciclopedia che raccoglie le leggi in vigore in Inghilterra e Galles pubblicato per la prima volta nel 1907. L'incarico è di solito detenuto dal lord cancelliere. È anche socio anziano del Trinity Forum, una non-profit cristiana che sostiene il rinnovamento della società attraverso lo sviluppo di leader.
Il 27 novembre 1997 è stato nominato cavaliere dell'Ordine del Cardo. Il 27 aprile 2007 è stato nominato lord clerk register.
Nel 1984 è stato eletto membro della Royal Society di Edinburgh. Nel 1989 è diventato socio onorario del Trinity College dell'Università di Cambridge. Mackay ha anche ricevuto un dottorato onorario dalla Heriot-Watt University di Edimburgo nel 1990. Nel 1994 ha ricevuto una laurea honoris causa in giurisprudenza dall'Università di Bath.

## Religione
Mackay ha fatto parte della Libera presbiteriana Chiesa di Scozia per molti anni. Da adulto è stato un anziano della Chiesa. Questa Chiesa proibisce ai suoi membri di partecipare ai servizi religiosi cattolici. Mackay tuttavia ha partecipato alle esequie cattoliche dei magistrati Charles Ritchie Russell nel 1986 e John Wheatley nel 1988. Dopo la seconda messa, Mackay è stato convocato davanti a un sinodo della Chiesa dove ha negato di aver violato il divieto della Chiesa di mostrare "sostegno alla dottrina del cattolicesimo romano" affermando: "Sono andato lì puramente con lo scopo di rendere omaggio ai miei colleghi morti". La Chiesa lo ha però sospeso dal ruolo di anziano e ha revocato il suo diritto di ricevere la Santa Comunione. Il sinodo si è riunito nuovamente a Glasgow nel 1989 per esaminare la decisione. Il sinodo gli ha chiesto di impegnarsi a non partecipare a ulteriori servizi cattolici, Mackay ha però affermato: "Non ho intenzione di dare alcun impegno simile a quello che il sinodo ha chiesto". In seguito ha quindi lasciato la Chiesa. La disputa ha provocato uno scisma dalla quale è nata la Chiesa presbiteriana associata. Mackay inizialmente non si è unito alla nuova comunione, ma ora fa parte della congregazione di Inverness.
Come presbiteriano, Mackay credeva fermamente nella moderazione. È anche presidente onorario della Scottish Bible Society. Ha sostenuto il programma della società di inviare una Bibbia in ogni tribunale scozzese e ha scritto a sostegno del "The Bible in Scots Law", un opuscolo distribuito agli avvocati scozzesi che descrivevano la Bibbia come un "libro di base per il sistema legale scozzese". È un severo sabbatario e rifiuta di lavorare o di viaggiare di domenica, o anche di fare un'intervista se c'è la possibilità che possa essere ritrasmessa di sabato.